# 第九十四号命令
第九十四号命令 (だいきゅうじゅうよんごうめいれい)又は東支鐵道管理局長示達第九十四號とは、1924年の奉ソ協定に基づき中ソで共同運営されることとなった東支鉄道会社内において、ソ連から派遣された共産党員イワノフ東支鐵道管理局長が1925年4月9日に出した示達の一つである。九四命令とも呼ばれる。奉ソ協定では、管理局長の権限は理事会が決定することになっていたが、管理局長が理事会を無視してこの命令を行うという越権行為を行ったため、中華民国側からの反発を招いた。

## 内容
第九十四号命令の内容は、白系ロシア人に対しソ連国籍もしくは中華民国国籍の取得を迫り、もし取得しない場合は解職することを要求するものであった。
中華民国側の東支鐵道臨時督辦代理の呂榮袞はソ連側の東支鐵道副理事長ボズジェーエフに対し、白系ロシア人を擁護するわけではないとしながらも、白系ロシア人に有要人物が多いことや、白系ロシア人が中華民国国籍を取得したことを理由に管理局長により解雇されたこと、管理局長が財政を理由に中華民国側の従業員を解雇しながらもソ連側の従業員を増やしていたことなどを以って、管理局長の行為を問い質した。